# Morze Lincolna
Morze Lincolna – akwen znajdujący się na północny zachód od Grenlandii i na północ od Wyspy Ellesmere’a, w zlewisku Oceanu Arktycznego.

## Charakterystyka
Powierzchnia morza wynosi 38 tys. km², średnia głębokość 289 m, maksymalna głębokość 582 m. Morze poprzez cieśniny Robesona i Smitha łączy się z Morzem Baffina.
Leży pomiędzy 70 a 50 stopniem długości geograficznej zachodniej. Okolice Przylądka Columbia, Przylądka Morris Jesup oraz Cieśniny Robesona.
Morze przez większość roku jest pokryte lodem.
Nazwa akwenu pochodzi od amerykańskiego polityka, sekretarza wojny Roberta Lincolna (1843-1926).